# Baptême du Christ (David)
Pour les articles homonymes, voir Le Baptême du Christ.
Le Baptême du Christ est un retable, appelé aussi Triptyque de Jan des Trompes, peint sur panneau de bois par le peintre Gérard David. Il est daté de la période 1502-1508 et est conservé au musée Groeninge de Bruges en Belgique.
C'est un triptyque dont le panneau central mesure 127,9 de haut pour 96,6 cm de large. Les panneaux latéraux mesurent 132 cm de haut sur une largeur largeur différente  43,1 et 42,2 cm.

## Analyse
Le panneau du centre est consacré au Baptême de Jésus, avec Jean Baptiste versant de l'eau du Jourdain sur le Christ avec un ange de côté tenant le vêtement du Christ. Dieu le Père et une colombe symbole de l'Esprit Saint se trouvent à l'aplomb exact du Christ.
Un paysage vert lumineux  comportant des scènes de la vie de saint Jean Baptiste est peint en arrière fond.
Au premier plan sont soigneusement représentées des herbes et des fleurs. Sur les panneaux latéraux figurent les donateurs et leurs enfants : à gauche Jan de Trompes, trésorier de Bruges présenté par Jean l’Évangéliste, son saint patron.
Sur le panneau de droite se trouve sa seconde épouse, Elisabeth van der Meersch, représentée par sainte Élisabeth.